# 丹波篠山ABCマラソン大会
丹波篠山ABCマラソン大会（たんばささやまエービーシーマラソンたいかい）は、兵庫県丹波篠山市で3月に行われるマラソン大会である。

## 概要
第1回は1981年開催。開催当初の名称は篠山ABCマラソン大会。毎年3月に丹波篠山市役所（創設当初から1999年は篠山町役場）をスタートし、篠山城跡をゴールとする日本陸上競技連盟公認フルマラソンコースで開催されている。
一時期、日本学生マラソン選手権大会（1997年から1999年）を同時開催したことがあったが、その後この大会からは外された。（学生マラソン大会自体は関東に会場を移して継続した）大会の模様は朝日放送テレビ（ABCテレビ、関西ローカル）、スカイ・エー（全国放送）で放映される。
かつて2001年から2018年までの18年間は 、元女子マラソン選手の有森裕子が、毎年ゲストランナーとして招待されていた（ただし、2015年は体調不良により欠席）。また番組ランナーとして、タレントやABCテレビアナウンサー（主に『おはよう朝日です』レギュラー出演者）などが参加する。マラソン開催時にはJR福知山線に臨時快速「篠山ABCマラソン号」が大阪駅始発で運転される（通常の丹波路快速・区間快速とは異なり新三田駅 - 篠山口駅間はノンストップ運転）。
開催地の篠山市（篠山町と周辺3町の合併によって1991年4月1日に誕生）が住民投票を経て2019年（令和元年）5月1日に丹波篠山市へ改称されたことに伴って、翌2020年の第40回大会からは、大会名を「丹波篠山ABCマラソン大会」に変更。同年の3月1日（日曜日）に、「丹波篠山市誕生記念行事」として第40回大会を開催することも決まっていた。しかし、2020年の初頭から日本国内で新型コロナウイルスへの感染が広がっている影響を踏まえて、主催者は同年2月20日に臨時の実行委員会を開催。その結果、第40回大会を中止するとともに、一般扱いで同大会への参加を予定していたランナーに以下の措置を講じることを発表した。さらに21-22も中止。第41回大会については10日間（2021年2月26日の0:00から3月7日の23:59まで）にわたる「オンラインイベント」として開催。参加者に対しては、上記の期間中に各自で走ることを前提に、スマートフォンにインストール済みの専用アプリとGPSを通じて走行距離を計測することや、計測データを期間中に大会事務局へ送信することを求めている。なお、第40回大会へ参加する予定だった一般ランナーには、上記の措置を適用。該当しないランナーからの参加の募集に先んじて、2020年12月1日から24日までの期間を優先受付期間に定めていた。

## 運営
- 主催：丹波篠山市、兵庫県陸上競技協会、朝日放送テレビ[4]
- 主管：丹波篠山市陸上競技協会
- 協賛：日本臓器製薬
- 協力：ハート・オブ・ゴールド（代表:有森裕子）

## 部門
- 日本陸連登録選手の部（男女別）
- 未登録選手の部（同上）
  - 出場資格　開催日に18歳以上（高校生・ならびに高卒見込み者は除く）で健康な健常者。車椅子、伴走不可

## 表彰
- 日本陸連登録選手、未登録選手それぞれ男女の上位10名に賞状・記念品。また完走者にはメダルと完走認定証
- 男女総合優勝者には篠山産コシヒカリ1年分
- 成績に関係なく、抽選で1名にホノルルマラソンへ派遣